# Hirsch Elemér
Hirsch Elemér (Mezőnagycsán, 1895. május 14. – Nagybánya, 1953. május 17.) ügyvéd, román válogatott labdarúgó, fedezet, edző, műkorcsolyázó.

## Élete
Gazdag zsidó családban született, szüleinek Bethlen környékén volt földbirtoka. Az első világháborúban a Kolozsvári 21. honvéd gyalogezred kötelékében szolgált, mely során kiérdemelte a Károly Csapatkeresztet valamint kétszer a 2. o. Ezüst Vitézségi érmet. A Osztrák–Magyar Monarchia összeomlása Kolozsváron érte, ahol vezetésével a zavargások és fosztogátosok megfékezésére egyetemista társaival megszervezte a város őrségét. Jogi tanulmányait Budapesten és Bécsben folytatta, és 24 évesen megkezdte ügyvédi pályafutását. Ezzel párhuzamosan labdarúgóként és műkorcsolyázóként is elismertté vált, illetve atletizált is. A Hagibbor SE sportegyesület elnöki tanácsának tagja volt. A második bécsi döntést követően zsidó származása miatt a magyar hatóságok eltiltották az ügyvédi praktizálástól valamint megfosztották a vagyonától (melyet később román kommunista rezsim államosított), a deportálástól sofőrje, Mihály Andor segítségével szökött át Dél-Erdélybe. 

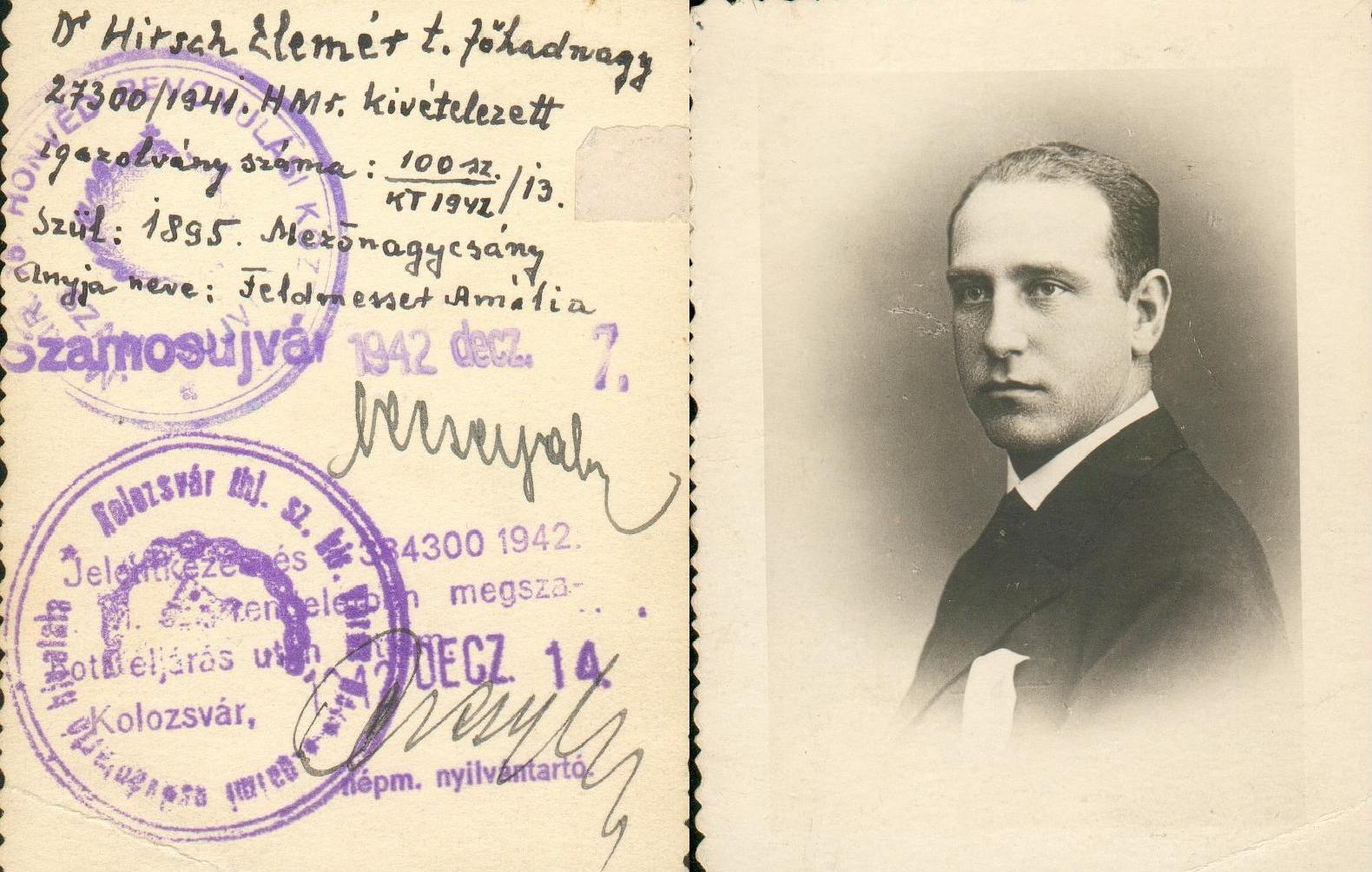
Dr. Hirsch Elemér fényképes kivételezetti igazolása a zsidótörvények korlátozásai alól

## Pályafutása

### Labdarúgóként
1921 és 1924 között a Kolozsvári AC labdarúgója volt. Az 1924–25-ös idényben az Universitatea Cluj csapatában szerepelt.  1922 és 1924 között öt alkalommal szerepelt a román válogatottban. Részt vett az 1924-es párizsi olimpián. 1927 után edzőként és játékvezetőként tevékenykedett. 1947 és 1948 között a román válogatott szövetségi kapitánya volt. 1947–1949 között két bajnoki évadon keresztül a Kolozsvári CFR edzőjeként működött.

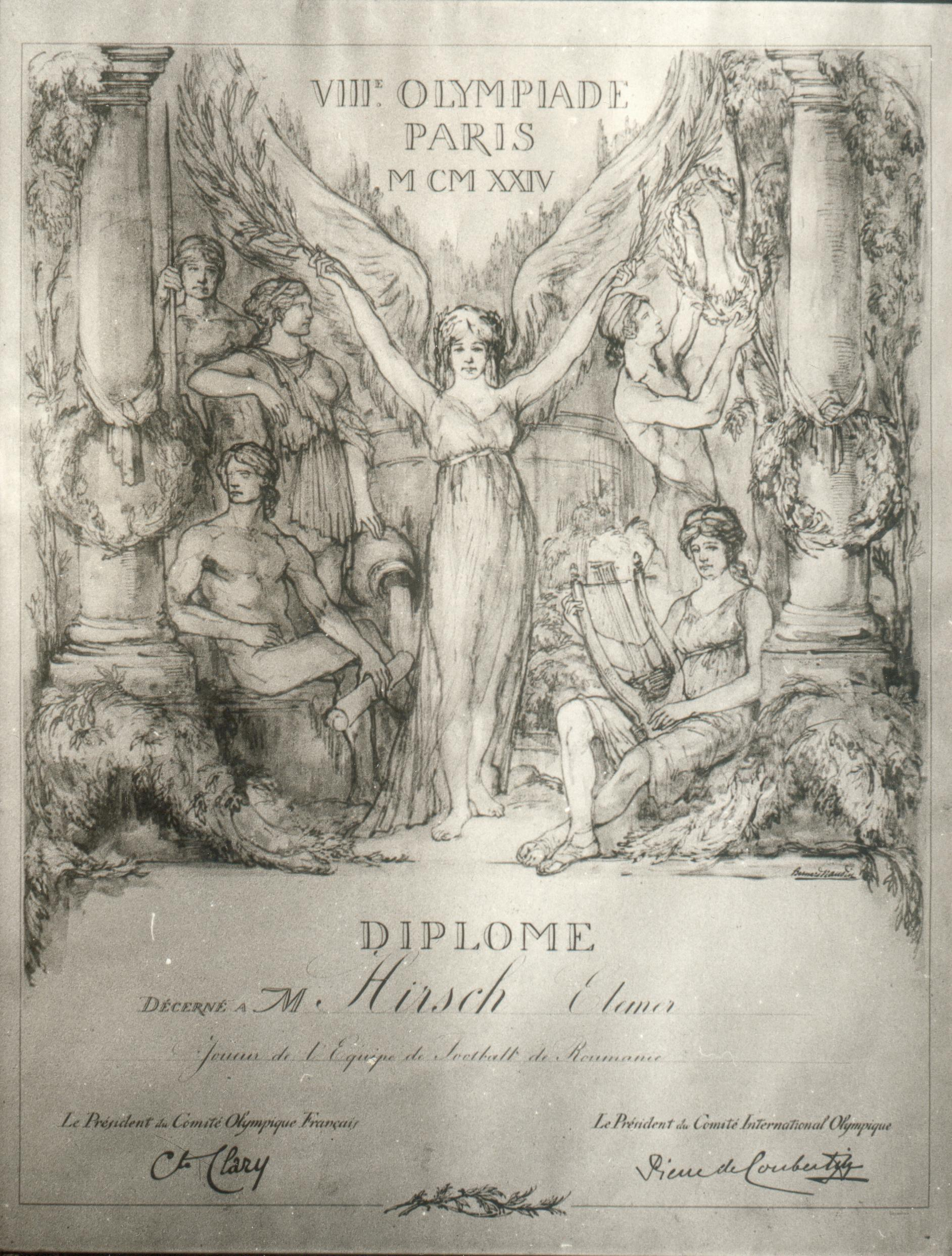
Hirsch Elemér olimpiai diplomája

### Műkorcsolyázóként
1924-ben, 1925-ben és 1927-ben országos bajnoki címet nyert, párosban egy második helyet szerzett. Nemzetközi bíróként is tevékenykedett.

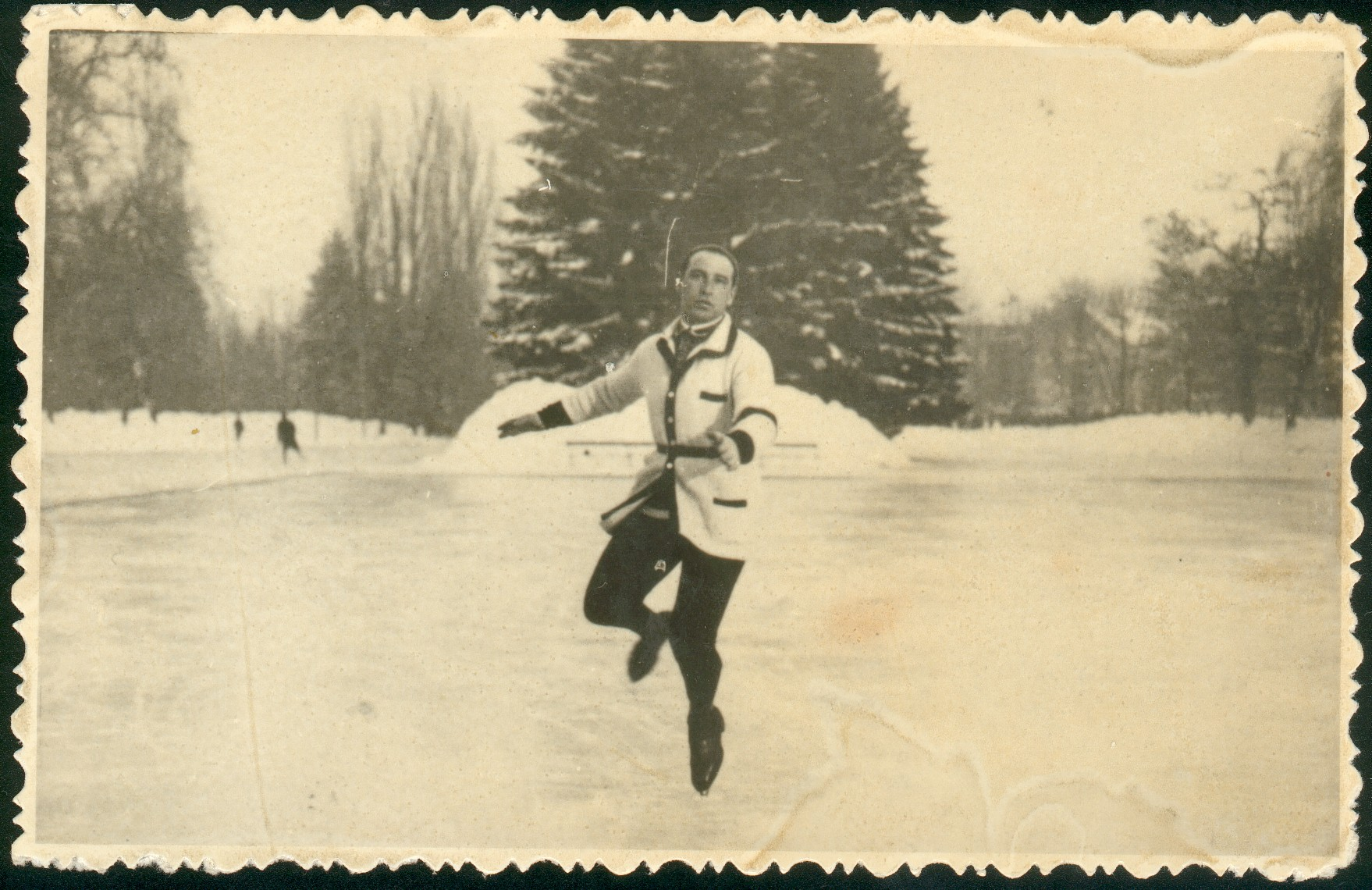
Hirsch Elemér

## Statisztika

### Mérkőzései a román válogatottban
| Románia | Románia             | Románia   | Románia       | Románia  | Románia       | Románia            | Románia | Románia |
| #       | Dátum               | Helyszín  | Hazai         | Eredmény | Vendég        | Kiírás             | Gólok   | Esemény |
| ------- | ------------------- | --------- | ------------- | -------- | ------------- | ------------------ | ------- | ------- |
| 1.      | 1922. június 8.     | Belgrád   | Jugoszlávia   | 1 – 2    | Románia       | Sándor király-kupa | -       |         |
| 2.      | 1922. szeptember 3. | Csernovic | Románia       | 1 – 1    | Lengyelország | barátságos         | -       |         |
| 3.      | 1923. július 1.     | Kolozsvár | Románia       | 0 – 6    | Csehszlovákia | barátságos         | -       |         |
| 4.      | 1923. szeptember 2. | Lwów      | Lengyelország | 1 – 1    | Románia       | barátságos         | -       |         |
| 5.      | 1924. május 20.     | Bécs      | Ausztria      | 4 – 1    | Románia       | barátságos         | -       |         |
|         | Összesen            |           |               | 5        | mérkőzés      |                    | 0       | gól     |